# Campaea perlaria
Campaea perlaria är en fjärilsart som beskrevs av Alpheus Spring Packard 1876. Campaea perlaria ingår i släktet Campaea och familjen mätare. Inga underarter finns listade i Catalogue of Life.